# Johann Wilhelm von der Goltz
Johann Wilhelm Graf von der Goltz (* 11. Februar 1737 in Plauen; † 13. August 1793 in Tournai) war ein preußischer Generalmajor, Chef des Husaren-Regiments „von der Goltz“ und Ritter des Ordens Pour le Mérite.

## Leben

### Herkunft
Seine Eltern waren der preußische Leutnant Wilhelm Ludwig von der Goltz (* 20. Januar 1703; † 2. Oktober 1752) und dessen Frau Idea Catharina von der Goltz (* 16. Januar 1710; † 15. April 1773).

### Militärkarriere
1752 wurde er Fahnenjunker im Dragonerregiment „von Schorlemmer“ und 1756 Fähnrich. Nach der Schlacht bei Groß-Jägersdorf war er Leutnant und kurz danach Adjutant des Husarenoberst Kleist. 1761 wurde er als Rittmeister zum Husarenregiment „von Szekely“ versetzt und erhielt eine eigene Eskadron.
Nach dem Siebenjährigen Krieg wurde er 1773 Major, 1780 Oberstleutnant und Kommandeur im Dragonerregiment „von Kalckreuth“. 1787 wurde er zum Oberst befördert und erhielt kurz darauf das ehemalige Husarenregiment „von der Schulenburg“, die „Roten Husaren“. Am 18. September 1787 erfolgte die Ernennung zum Generalmajor.
Er war mit seinem Regiment bei der Blockade von Stralsund und beim Gefecht von Stehlen. In dem Gefecht wurde ihm die rechte Hand abgeschlagen. Trotzdem kämpfte er in den Schlachten von Groß-Jägersdorf, Zorndorf, Kay, Kunersdorf, Torgau und Freiberg. Den Orden Pour le Mérite erhielt Goltz 1762, als er beim Übergang der Armee unter Prinz Heinrich über die Mulde die Spitze bildete.
Im Bayerischen Erbfolgekrieg gehörte er wieder zur Armee des Prinzen Heinrich.
Als es 1787 in Holland zu Unruhen kam, führte er ein Bataillon seines Regiments dorthin. Nachdem die Ruhe wieder hergestellt worden war, kehrte er im Jahr darauf zurück. Am 18. Januar 1787 erhob ihn König Friedrich Wilhelm II. in den preußischen Grafenstand.
Er wurde am 4. Juli 1793 bei einem Erkundungsritt bei Bouvines durch einen Schuss in den Oberschenkel schwer verwundet.
Blücher übernahm daraufhin das Kommando des 1. Bataillons. Der General wurde nach Tournai gebracht, wo er am 13. August 1793 in der Abtei St. Martin verstarb und auf dem dortigen Friedhof beigesetzt wurde.
Noch kurz vor seinem Tod erhielt er den Roten Adlerorden.

### Familie
Goltz war seit 1765 mit Sophia von Böhmer (* 16. Mai 1744; † 28. Dezember 1778) verheiratete. Sie war die Tochter des preußischen Oberamts-Regierungspräsidenten von Glogau Karl August von Böhmer. Das Paar hatte folgende Kinder:
- Heinrich (* 3. Juni 1766; † 2. März 1848), Generallandschaftsrepräsentant[5] ⚭ Charlotte Wilhelmine Henriette von Schlippenbach (* 28. Januar 1787; † 1850)
- Wilhelm Friedrich (1767–1775)
- Idea Sophie Constanze Beate (* 22. September 1768; † 22. Oktober 1816) ⚭ Peter Corvisart de Montmarin (1759–1827), Oberforstmeister

Nach dem Tod seiner ersten Frau heiratete er 1780 die Sophie Beate Gräfin von Burghaus (* 22. September 1753; † 28. März 1806). Die Ehe blieb ohne Kinder.